# 国分寺市立第三中学校
国分寺市立第三中学校（こくぶんじしりつ だいさんちゅうがっこう）は、東京都国分寺市高木町にある公立中学校。

## 沿革
- 1961年4月1日 - 国分寺一中に併設して開校[要出典]。
- 1962年1月 - 現在地に校舎落成・移転。
- 1964年 - 市制施行により現校名となる。
- 1971年 - 体育館完成。
- 1974年 - 南校舎落成。

## 教育目標
平和で民主主義的な未来を築き、生き抜く力をつけるために次の目標を掲げられている。
- 自ら学び、よく考える
- 進んで協力し、他人を思いやる
- 心身ともにたくましく、最後までやりぬく

## 部活動

### 運動系
- 野球部：男子
- サッカー部：男子
- 硬式テニス部：男子・女子
- バスケットボール部：男子・女子
- バレーボール部：女子
- バドミントン部：女子
- 剣道部：男子・女子
- 陸上競技部：男子・女子

### 文化系
- 美術部：男子・女子
- 吹奏楽部：男子・女子
- 合唱部：男子・女子
- 囲碁・科学研究部：男子・女子
- 茶道部 : 男子・女子
- 絵本部：男子・女子 (2024　廃部)
- 漫画・イラスト部：男子・女子 (2024　廃部)

## 通学区域
一部の地域では他の学校へと選択可能となっている。
- 国分寺市立第二小学校
  - 富士本二丁目及び三丁目の全域、光町一丁目から三丁目の全域、高木町一丁目1～3番・5～9番、二丁目1～3番・5番、西町一丁目及び二丁目の全域
- 国分寺市立第八小学校
  - 高木町一丁目10～26番、二丁目6～18番、三丁目の全域、西町三丁目から五丁目の全域
- 選択可能
  - 新町三丁目

## アクセス
- JR東日本 中央線 国立駅から立川バスけやき台団地行（国21）「国分寺市立第三中学校入口」下車徒歩5分
- JR東日本 中央線・南武線・青梅線 立川駅から立川バス・西武バスけやき台団地行（立51）「団地南」下車徒歩5分

## 出身者
- 忌野清志郎 - ロックミュージシャン、RCサクセションリーダー[2]